# Ogrodniki (gmina Biała Podlaska)
Ogrodniki – wieś w Polsce położona w województwie lubelskim, w powiecie bialskim, w gminie Biała Podlaska.
W latach 1975–1998 miejscowość należała administracyjnie do województwa bialskopodlaskiego.
Wieś wchodzi w skład sołectwa Ortel Książęcy Drugi-Ogrodniki w gminie Biała Podlaska. Według Narodowego Spisu Powszechnego z roku 2011 wieś liczyła 85 mieszkańców.
Wierni kościoła rzymskokatolickiego należą do parafii Narodzenia Najświętszej Maryi Panny w Ortelu Książęcym.